# Ямы (Рязанская область)
Ямы — деревня в Старожиловском районе Рязанской области. Входит в Истьинское сельское поселение

## География
Находится в западной части Рязанской области на расстоянии приблизительно 16 км на восток-северо-восток по прямой от районного центра поселка Старожилово, а также немногим северо-восточнее от центра Истьинского сельского поселения.

## История
История деревни Ямы тесно связана с историей соседних населенных пунктов Залипяжье и Истье.
Село Залипяжье известно минимум с XVI века, там ещё в те года уже существовала своя церковь, Церковь Воскресения Христова. Но гораздо более того история деревни Ямы связана именно с селом Истье, а точнее с историей чугунолитейного завода, построенного там в 1716 году компанейщиками Сидором Томилиным, Яковом и Панкратом Рюмиными. Здесь, в деревне Ямы, как и в окрестностях деревни Залипяжье, в те годы добывалась руда для завода, а образовавшиеся карьеры на старый манер стали называть «ямами», так и закрепилось в народной молве будущее название деревни.
Но тем не менее стоит отметить, что названия в прошлом бытовали разные: на картах Плана Генерального Межевания XVIII века деревня называется «Усадьба заводских людей», на карте Менде 1850 года отмечена как «Усадьба Ям», а в метрических книгах прихода присутствует с названием «Рудные Ямы».
Так или иначе, стоит отметить, что исторически деревня всегда была очень маленькой, настолько маленькой, что на некоторых картах упоминается как усадьба. Но несмотря на свои размеры, она успела внесла свой ощутимый вклад в развитие промышленности Российской Империи, а история её насчитывает более 300 лет.
В XIX — начале XX века село находилось в Перевлесской волости Пронского уезда Рязанской губернии. До 1816 года принадлежала к церковному приходу села Залипяжье, после — к приходу Христорожденской Церкви села Истье.

## Жители
Самая характерная фамилия для деревни в прошлом — Воропаев. Примечательно, что это достаточно необычная фамилия для этих мест, ближайшие Воропаевы живут достаточно далеко к западу от этих мест.
Многие уроженцы Ям защищали свою страну в обоих мировых войнах. В современных открытых базах данных мы находим как минимум одного уроженца Ям, участвовавшего в Первой Мировой Войне, и порядка двадцати человек, защищавших страну в годы Великой Отечественной войны.
Численность населения: 20 человек в 2002 году (русские 95 %), 3 в 2010.
| 2010 |
| ---- |
| 3    |